# Cristià

Percentatge de cristians per estat

Un cristià és una persona que forma part del cristianisme, una religió abrahàmica monoteista que es basa en la vida i els ensenyaments de Jesús de Natzaret. «Cristià» deriva de la paraula Crist del grec antic, una traducció del terme Messies de l'hebreu clàssic, el terme «cristians» i fou usat per primer cop pels pagans a Antioquia.
El tret central de la fe cristiana són els evangelis, els ensenyaments que han de portar als humans a la salvació a través del missatge i l'obra de Jesús, particularment la seva expiació, crucifixió i resurrecció. Els cristians també creuen que Jesús és el messies que anunciaren les profecies de la bíblia hebrea. La majoria dels cristians creuen en la doctrina de la Santíssima Trinitat, una descripció de Déu Pare, Déu Fill i Esperit Sant.
Hi ha diverses interpretacions al cristianisme que a vegades entren en conflicte perquè n'hi ha diverses branques. El terme "cristià" també es fa servir com a adjectiu per descriure tot el relacionat amb el cristianisme, o en un sentit proverbial "tot el que és noble i bo com Crist"." El terme també es fa servir com una etiqueta per identificar les persones associades amb la cultura cristiana, independentment de les creences o pràctiques religioses personals.